# Райс, Элис Мэй Бейтс
Элис Мэй Бейтс Райс (англ. Alice May Bates Rice; 14 сентября 1868 — после 1907) — американская оперная певица (сопрано) из Массачусетса.

## Биография
Родилась в Чарльстоне, в штате Массачусетс. Была дочерью Бенджамина Франклина и Элис Перкинс (Фиелд) Бейтс. Её родители профессионально занимались музыкой. Среди предков певицы также были музыканты. Отец Райс был баритоном и выступал в различных хоровых коллективах, в клубах Бостона вплоть до своей смерти в 1886 году. Её мать была учителем музыки.
В сентябре 1883 года дебютировала в бостонском театре Checkering Hall. Во время своего первого сезона она сыграла в различных операх, выступая в частности вместе с Чарльзом Р. Адамсом. Выступала примадонной в таких постановках как «Марта», «Фигаро», «Маритана», «Сомнамбула», «Дочь полка», «Фауст» и «Лючия ди Ламмермур». Впоследствии она стала примадонной в The Maritana Opera Company и дала ряд выступлений в Новой Англии и в Канаде. Пела на многих концертах Бостонского и Нью-Йоркского филармонического оркестра под руководством Антона Зайдля. Исполняла ведущие вокальные партии в хорах Лоуэлла и Вустера, а также гастролировала вместе с Ремени, вместе с которым дала 150 концертов по Югу и Западу США за последние семь месяцев.

## Личная жизнь
Была замужем за дантистом Уильямом Райсом (род. 4 сентября 1867 года в Даблине, Нью-Гемпшир). В 1888 году он закончил Бостонский стоматологический колледж, а позже, в 1905 году, поступил в Стоматологическую школу Колледжа Тафтса (англ.), которую окончил в 1917 году. У пары было двое детей: Присцилла Алден (1894—1901) и Персис Алден (род. в 1907).